# Sandiás
Sandiás là một đô thị trong tỉnh Ourense, thuộc vùng Galicia ở tây bắc Tây Ban Nha. Diện tích 53 km².